# Deutsch-christlicher Orden
Deutsch-christlicher Orden war die 1933 gewählte Bezeichnung verschiedener Freimaurer-Großlogen im Deutschen Reich zu Beginn der Zeit des Nationalsozialismus, um den Fortbestand der Organisationen sicherzustellen:
- Deutsch-Christlicher Orden Zur Freundschaft, zuvor Große Loge von Preußen genannt Royal York zur Freundschaft
- Deutsch-Christlicher Orden der Tempelherren, zuvor Große Landesloge der Freimaurer von Deutschland
- Deutsch-Christlicher Orden Sachsen, zuvor Große Landesloge von Sachsen
- (Deutsch-)Christlicher Orden Deutscher Dom, zuvor Großloge Deutsche Bruderkette in Leipzig
- Deutscher Orden Hamburg, zuvor Große Loge von Hamburg
- Nationaler christlicher Orden Friedrich der Große, zuvor Große National-Mutterloge „Zu den drei Weltkugeln“

## Geschichte
Während sich einige Freimaurerverbände nach der „Machtergreifung“ durch die Nationalsozialisten aus dem Deutschen Reich zurückzogen – so löste sich die Allgemeine Freimaurerliga auf und die Symbolische Großloge von Deutschland und der Schottische Ritus suspendierten ihre Arbeit im Deutschen Reich –, versuchten die großen Freimaurerverbände die Nationalsozialisten davon zu überzeugen, dass das Freimaurertum nicht in Gegnerschaft zum Nationalsozialismus stünde. Am 7. April 1933 wurde in einem Treffen des Großmeisters der Große Landesloge der Freimaurer von Deutschland mit Hermann Göring, dem Reichskommissar für das preußische Innenministerium, die Umbenennung der Großen Landesloge in Deutsch-Christlicher Orden der Tempelherren vereinbart. Gleichzeitig wurde erklärt, dass der Orden keine freimaurerische Organisation mehr sei. Nachdem dies bekannt geworden war, änderte die Große National-Mutterloge „Zu den drei Weltkugeln“ drei Tage später ihren Namen in Nationaler christlicher Orden Friedrich der Große. In den nächsten Wochen erfolgte in weiteren Großlogen die Umbenennung. 
Die umbenannten Großlogen führten zwischen April und September 1933 den Arierparagraphen ein, zum Teil verschärft durch die Regelung, dass alle Mitglieder getauft sein mussten. „Nichtarische“ Freimaurer wurden aus der Mitgliedschaft entlassen. Aus den Ritualen der Logen wurden alle Bezüge auf das Judentum und das Alte Testament getilgt, die Hiramlegende durch die Baldurssage ersetzt und die beiden Säulen Jachin und Boas in Licht und Volk umbenannt.
Trotz diesen gegenüber der Ideologie des Nationalsozialismus unterwürfigen Anpassungen gelang es den umbenannten Großlogen nicht, die Gegnerschaft der Nationalsozialisten zum Freimaurertum zu überwinden. Die umbenannten Großlogen wurden 1935 durch die Gestapo zur Selbstauflösung gezwungen.